# بيتر بالدوين (فاعل خير)
بيتر بالدوين (بالإنجليزية: Peter Baldwin)‏ هو فاعل خير ومؤرخ أمريكي، ولد في 22 ديسمبر 1956.